# Myles Keogh
Myles Walter Keogh (ur. 25 marca 1840, zm. 25 czerwca 1876) – papieski i amerykański wojskowy irlandzkiego pochodzenia, uczestnik wojny secesyjnej, a następnie oficer 7. pułku kawalerii w okresie wojen z Indianami w latach 70. XIX wieku. Poległ w czasie bitwy nad Little Bighorn.

## Kariera wojskowa
Myles Keogh urodził się w Leighlinbridge, w hrabstwie Carlow w Irlandii. Jako jedno z trzynaściorga dzieci w rodzinie od dzieciństwa był przygotowywany do kariery wojskowej, a jego ulubioną lekturą była książeczka Charles O’Malley, the Irish Dragoon.
Po dwóch latach nauki w szkole św. Patryka w Carlow opuścił w roku 1860 Irlandię na wezwanie do obrony papieża Piusa IX. W dniu św. Grzegorza Grassiego w lipcu Keogh otrzymał nominację na porucznika i dowódcę plutonu w Batalionie św. Patryka armii papieskiej dowodzonej przez generała Christophe’a Léon Louis Juchault de Lamoricière’a. Został skierowany do Ankony, portowego miasta w środkowych Włoszech. Siły papieskie zostały pobite w bitwie pod Castelfidardo, a Ankona została oblężona. Obrońcy, mimo wyśmienitej postawy, zostali zmuszeni do kapitulacji i Keogh został jeńcem w Genui. Szybko zwolniony na podstawie wymiany jeńców wrócił do Rzymu, gdzie został uhonorowany zielonym uniformem Kompanii św. Patryka w szeregach Gwardii Papieskiej. Za swą służbę odznaczony został papieskim medalem za dzielność – the Pro Petri Sede Medal – Oraz krzyżem orderu – Ordine di San Gregorio.
Teraz, gdy wojna się skończyła, a służba w Gwardii Watykańskiej przybrała charakter reprezentacyjny, Keogh uznał, że nie ma powodu, by dłużej przebywać w Rzymie. W czasie, gdy w Ameryce rozpalała się wojna secesyjna, sekretarz stanu William Henry Seward zaczął poszukiwać doświadczonych europejskich oficerów, którzy chcieliby służyć w armii Unii i poprosił o pomoc w tym względzie znanych przedstawicieli kleru. John Hughes, arcybiskup Nowego Jorku, udał się w związku z tym do Włoch, gdzie wkrótce natknął się na Keogha i jemu podobnych. W rezultacie w marcu 1862 roku Keogh wystąpił z szeregów Kompanii św. Patryka i w towarzystwie starszego stopniem oficera – 30-letniego Daniela J. Keily’ego z Waterford – wrócił na krótko do Irlandii, a następnie, zaokrętowawszy się na parowiec „Kangaroo” wyruszył z Liverpoolu do Nowego Jorku, gdzie przybył 1 kwietnia. Inny kolega z Gwardii Papieskiej, Joseph O’Keeffe – 19-letni siostrzeniec biskupa Corku – dołączył do Keogha i Keily’ego na Manhattanie.
Z poręczenia Sewarda wszyscy trzej dostali 15 kwietnia stopnie kapitańskie i przydział do sztabu urodzonego w Irlandii brygadiera Jamesa Shieldsa, którego oddziały miały się wkrótce zetrzeć z wojskami armii konfederackiej dowodzonej przez Stonewalla Jacksona. Odznaczyli się w walkach z armią Jacksona w Dolinie Shenandoah, nieomal biorąc do niewoli sławnego generała. Jacksonowi udało się ujść w góry, ale akcja Keogha i jego konnego patrolu nie została niedostrzeżona. George B. McClellan, dowódca Armii Potomaku, był pod wrażeniem dzielności Keogha i opisał młodego kapitana jako „oficera i dżentelmena w każdym calu którego czyny były wyjątkowe, jak na tak krótki pobyt w armii”.
Myles Keogh i O’Keeffe służyli w sztabie generała Buforda wykazując się karnością i dzielnością w trakcie bitew pod Fredericksburgiem, Chancellorsville, a zwłaszcza w bitwie kawaleryjskiej o Brandy Station. O’Keefe zginął później w bitwie o Five Forks, dowodząc 2. pułkiem kawalerii nowojorskiej. Keogh w tym samym czasie brał udział w pościgu za generałem Lee w Pensylwanii jako podwładny Buforda.
Na początku lipca 1863 roku, w trzydniowej bitwie pod Gettysburgiem, Keogh był prawą ręką Buforda organizując obronę przed wojskami konfederackimi, gdzie atak piechoty poprzedziła kanonada 140 dział. Wysiłki Keogha zostały docenione, co zaowocowało nominacją na stopień majora.
Po śmierci Buforda, który zmarł na tyfus Keogh został adiutantem generała Stonemana. W lipcu 1864, Stoneman poprowadził wypad na południe i południowy wschód, niszcząc linie kolejowe i zakłady przemysłowe Południowców. Ryzykowny rajd na tyły Konfederatów miał również doprowadzić do uwolnienia jeńców przetrzymywanych w Macon, w stanie Georgia i w Andersonville.
Jakkolwiek kawalerii Stonemana udało się zniszczyć linie kolejowe Południowców, atak na Macon zakończył się porażką 31 lipca, gdy obaj, Keogh i Stoneman, zostali schwytani przez Konfederatów w Georgii, gdy zabito pod nimi konie. Keogh przez dwa i pół miesiąca był jeńcem wojennym i został uwolniony dzięki działaniom generała Shermana. Za swe zasługi w wojnie Keogh został awansowany do stopnia podpułkownika czasu wojny.
Gdy wojna się skończyła, mimo uzyskania wysokiego stopnia podpułkownika w armii Unii, zaakceptował 4 maja 1866 roku stopień porucznika w 4. pułku kawalerii. Nigdy nie służył w tej jednostce i wkrótce otrzymał nominację na kapitana w 7. pułku kawalerii z przydziałem do Fortu Riley w północno-wschodnim Kansas, jako dowódca kompanii „I” pod dowództwem podpułkownika Custera.

## Ostatnie dni
W izolowanym garnizonie na dalekim Zachodzie życie nie było łatwe. Żołnierze i oficerowie często popadali w alkoholizm. Keogh również nie stronił od trunków, ale nie popadł w nałóg, który stał się początkiem końca kariery wielu jego kolegów. Pewnego razu napisał: „Brak nadmiernej wrażliwości to droga do sukcesu...”. Lubiły go kobiety i chociaż nigdy się nie ożenił, zdjęcie siostry kolegi-oficera Thomasa McDougalla miał przy sobie w ostatniej bitwie.
Latem roku 1874 Keogh udał się na długie 7-miesięczne wakacje właśnie w tym samym czasie, gdy Custer przedsiębrał swoją kontrowersyjną wyprawę poprzez Black Hills. W czasie tego drugiego pobytu w ojczyźnie scedował rodzinną posiadłość Clifden w Kilkenny na siostrę Margaret. Cieszył go pobyt w ojczyźnie oraz fakt, że może pomóc siostrze po śmierci rodziców.
W październiku Keogh wrócił do Fort Abraham Lincoln, by nadal służyć pod rozkazami Custera. Jakby przewidując, co go czeka, wykupił ubezpieczenie na życie w wysokości 10 000 dolarów i napisał list do zaprzyjaźnionej rodziny Throop-Martin z Auburn (Nowy Jork), w którym przekazał swe ostatnie życzenie: „Wyruszamy w poniedziałek na wyprawę przeciwko Indianom... chciałbym z niej wrócić i zobaczyć was znowu. Jeśli polegnę chciałbym być pochowany w Auburn. Niech was Bóg błogosławi; pamiętajcie – jeśli umrę – że kochałem was wszystkich. Byliście dla mnie jak druga rodzina”. List ten znaleziono w jego papierach po śmierci.
Keogh poległ w bitwie nad Little Bighorn 25 czerwca 1876. Dowódca dwóch szwadronów oddziału Custera zginął na wzgórzu odległym i kilkaset metrów od miejsca śmierci swego szefa, otoczony żołnierzami szwadronu „I”, z dwoma sierżantami-szefami u swego boku. Ciało Keogha zostało znalezione w samym środku grupy poległych, obok trębacza i chorążego. Było nagie, ale nie sprofanowane, być może z powodu „amuletu”, za który uznali Indianie order Agnus Dei zawieszony na szyi. Lewe kolano Keogha zostało strzaskane przez kulę. Rana ta odpowiadała ranie w boku jego konia, z czego wynikałoby, że zarówno koń, jak i jeździec padli jednocześnie. Ciężko ranny koń Keogha, „Komancz”, został wyleczony i później uczestniczył w paradach pułkowych jako maskotka. Komancz jest uznawany za jedynego żyjącego świadka masakry, chociaż kilka innych ciężko rannych koni dobito na polu bitwy. Zakrwawione rękawice Keogha i proporczyk szwadronu „I” znaleziono w namiotach Dakotów po bitwie o Slim Buttes.
Jego odznaczenia z okresu służby w Gwardii Papieskiej są dziś w posiadaniu rodziny.
Szczątki Keogha zostały ostatecznie przeniesione na Fort Hill Cemetery w Auburn w stanie Nowy Jork 26 października 1877, co stanowiło okazję do parady wojskowej i manifestacji. Marmurowy krzyż nad jego grobem został wzniesiony na życzenie siostry z Irlandii.